# Leandre Creus i Corominas
Leandre Creus i Corominas   (Barcelona, 16 de juliol de 1833 - Vilanova i la Geltrú, 12 de setembre de 1875) fou un periodista i impressor català.
Fill de Domènec Creus i Roig i Maria Anna Corominas, era germà de Teodor Creus i Corominas. El 1851 emigrà a Cuba, on aprengué l'ofici de tipògraf i col·laborà a la premsa de Matanzas. Des de Cuba col·laborà amb el Diario de Villanueva y Geltrú tot enviant poemes i escrits amb el pseudònim "El marqués de Bellaflor". Aquest diari havia estat fundat el 1850 per Josep Pers i Ricart, i el seu germà n'havia estat un dels grans ideòlegs. La prematura mort de Pers i Ricart va agreujar els problemes econòmics del Diario i son germà li demanà que tornés a Vilanova i la Geltrú. Ho va fer l'agost de 1857 per fer-se càrrec de la direcció del Diario. Hi aportà diners aconseguits a Amèrica, fruit dels seus estalvis o de donatius fets per vilanovins residents a Cuba, per redreçar la difícil economia del diari. Invertí en l'impremta del diari, que des del 29 d'agost de 1857 ja porta el nom de "Creus y Bertran". A partir del 28 de setembre de 1858 figura com a director del Diario i titular únic del negoci de la impremta, que a banda d'editar aquest diari promogué altres projectes editorials. D'ell no es coneix cap altre treball literari que les col·laboracions signades al Diario de Villanueva.